# ラシュコ
ラシュコ（Laško, ドイツ語：Markt Tüffer）は、スロベニアのサヴィニャ川に位置する町であり、そして地方行政区画としての市でもある。
毎年のLaško Festival of Beer & Flowers (Pivo-Cvetje)とスロベニア最大のビール会社で有名である。ラシュコビ―ル(Lasko Pivo、en:Laško_Brewery）)はスロベニアで好まれている。